# 彩塘镇
彩塘镇是中华人民共和国广东省潮州市潮安区下的镇级行政单位，处汕头市、潮州市、揭阳市三市的交界，辖下设32个村委会及1个居委会。面积约45平方公里。位处于韩江三角洲南部，邻近潮安区人民政府所在地庵埠镇。古属海阳县管辖，自北宋建制上浦都至1914年。中华人民共和国建立后，于1955年建彩塘区公所，1958年改为彩塘人民公社，1983年还原区公所建制，直至1987年正式建彩塘镇。当地以不锈钢工业企业为经济重心，有不锈钢王国称号。2019年10月，彩塘镇入选“2019年度全国综合实力千强镇”。

## 行政区划
彩塘镇共有32个行政村1个居委会：
彩塘社区、彩塘村、院前村、岭头村、水美村、新联村、东寨村、仙乐一村、仙安村、仙乐二村、龙吉美村、和平村、红旗村、宏安一村、宏安二村、宏安三村、宏安四村、宏安五村、宏安六村、金东村、南方村、金一村、金二村、金三村、金四村、东里村、华桥村、华东村、华美一村、华美二村、骊塘一村、骊塘二村和骊塘三村。